# Stefanie Borzacchini
Stefanie Borzacchini (28 de octubre de 1990) es una deportista austríaca que compitió en remo. Ganó una medalla de bronce en el Campeonato Europeo de Remo de 2009, en la prueba de doble scull ligero.

## Palmarés internacional
| Campeonato Europeo | Campeonato Europeo  | Campeonato Europeo | Campeonato Europeo |
| Año                | Lugar               | Medalla            | Prueba             |
| ------------------ | ------------------- | ------------------ | ------------------ |
| 2009               | Brest (Bielorrusia) | Medalla de bronce  | Doble scull ligero |